# Montagnac-sur-Lède
Montagnac-sur-Lède ist eine französische Gemeinde mit 271 Einwohnern (Stand 1. Januar 2022) im Département Lot-et-Garonne in der Region Nouvelle-Aquitaine (vor 2016: Aquitanien). Die Gemeinde gehört zum Arrondissement Villeneuve-sur-Lot und zum Kanton Le Haut Agenais Périgord.
Der Name der Gemeinde geht auf den römischen Namen Montagnus zurück.
Die Einwohner werden Montagnacais und Montagnacaises genannt.

## Geographie
Montagnac-sur-Lède liegt circa 20 Kilometer nordöstlich von Villeneuve-sur-Lot in der historischen Provinz Agenais am nordöstlichen Rand des Départements.
Umgeben wird Montagnac-sur-Lède von den sechs Nachbargemeinden:
| Paulhiac    | Gavaudun                                    |        |
| Monflanquin | Kompassrose, die auf Nachbargemeinden zeigt | Salles |
| Lacaussade  | Monségur                                    |        |

Montagnac-sur-Lède liegt im Einzugsgebiet des Flusses Garonne im Tal der Lède, einem Nebenfluss des Lot.
Sie und ihre Nebenflüsse durchqueren das Gebiet der Gemeinde,
- der Ruisseau de Lazaygues und
- die Leyze mit ihren Nebenflüssen,
  - dem Ruisseau de Bègues und
  - dem Ruisseau de Labriane, der in Montagnac-sur-Lède entspringt.[2]

## Geschichte
Die Gemeinde hat so gut wie nichts vom mittelalterlichen Stadtbild erhalten. Aufgrund der strategischen Lage auf einer Höhe von 230 Metern ist es wahrscheinlich, dass es dort wie bei vielen Orten des Agenais angesichts der Auseinandersetzungen während des Hundertjährigen Kriegs eine Befestigung gegeben haben muss.

## Einwohnerentwicklung
Nach Beginn der Aufzeichnungen stieg die Einwohnerzahl bis zur ersten Hälfte des 19. Jahrhunderts auf einen Höchststand von rund 995. In der Folgezeit sank die Größe der Gemeinde bis in jüngster Zeit bei kurzen Erholungsphasen.
| Jahr      | 1962 | 1968 | 1975 | 1982 | 1990 | 1999 | 2006 | 2011 | 2022 |
| --------- | ---- | ---- | ---- | ---- | ---- | ---- | ---- | ---- | ---- |
| Einwohner | 362  | 335  | 284  | 290  | 259  | 267  | 262  | 249  | 271  |

## Sehenswürdigkeiten

### Pfarrkirche Saint-Martin
Das Saisimentum, ein Dokument eines Amtseids, der in diesem Fall die Bailliage von Monflanquin betraf, erwähnt ein Gebäude unter dem Namen „Parrochiade Montanhaco“. Die erste Kirche wurde zwischen dem 12. und 13. Jahrhundert errichtet. Von diesem ursprünglichen Bauwerk ist heute nur die halbrunde Apsis übrig geblieben. Ihre Strebepfeiler sind zu einem späteren Zeitpunkt hinzugefügt worden. Fünf Fenster geben Licht in den Chor, die innen mit neun Arkaden eingerahmt sind, die auf Säulen ruhen. Die Kapitelle zeigen Ornamente in Form von in einer Reihe stehenden Blättern. Die Abakusse sind mit Perlen verziert. Die Bögen ruhen auf Konsolen mit hervorstehenden Skulpturen in Form von Köpfen. Die Westfassade wird von zwei Türmen flankiert, die mit einem überstehenden Übergang verbunden sind. Dahinter erhebt sich ein kleiner Glockengiebel. Die Kirche hat großen Schaden genommen während der Hugenottenkriege. Bei der Restaurierung im 19. Jahrhundert wurde das Dach um einen Meter erhöht, das Langhaus wurde mit einem Kreuzrippengewölbe versehen, drei Seitenkapellen sind an der Südseite errichtet worden und sechs Fenster sind im Langhaus geschaffen worden.
Die Kirche ist seit dem 7. Januar 1926 als Monument historique eingeschrieben und lädt unter anderem zu regelmäßigen Konzerten ein.
Drei Ausstattungsgegenstände der Kirche sind als Monument historique der beweglichen Güter eingeschrieben. Es handelt sich um eine Skulptur mit der Darstellung der heiligen Philomena von Rom aus dem 19. Jahrhundert, um ein Taufbecken aus dem Jahre 1642 und um eine Gedenktafel anlässlich der Errichtung einer Kapelle aus dem Jahre 1514.

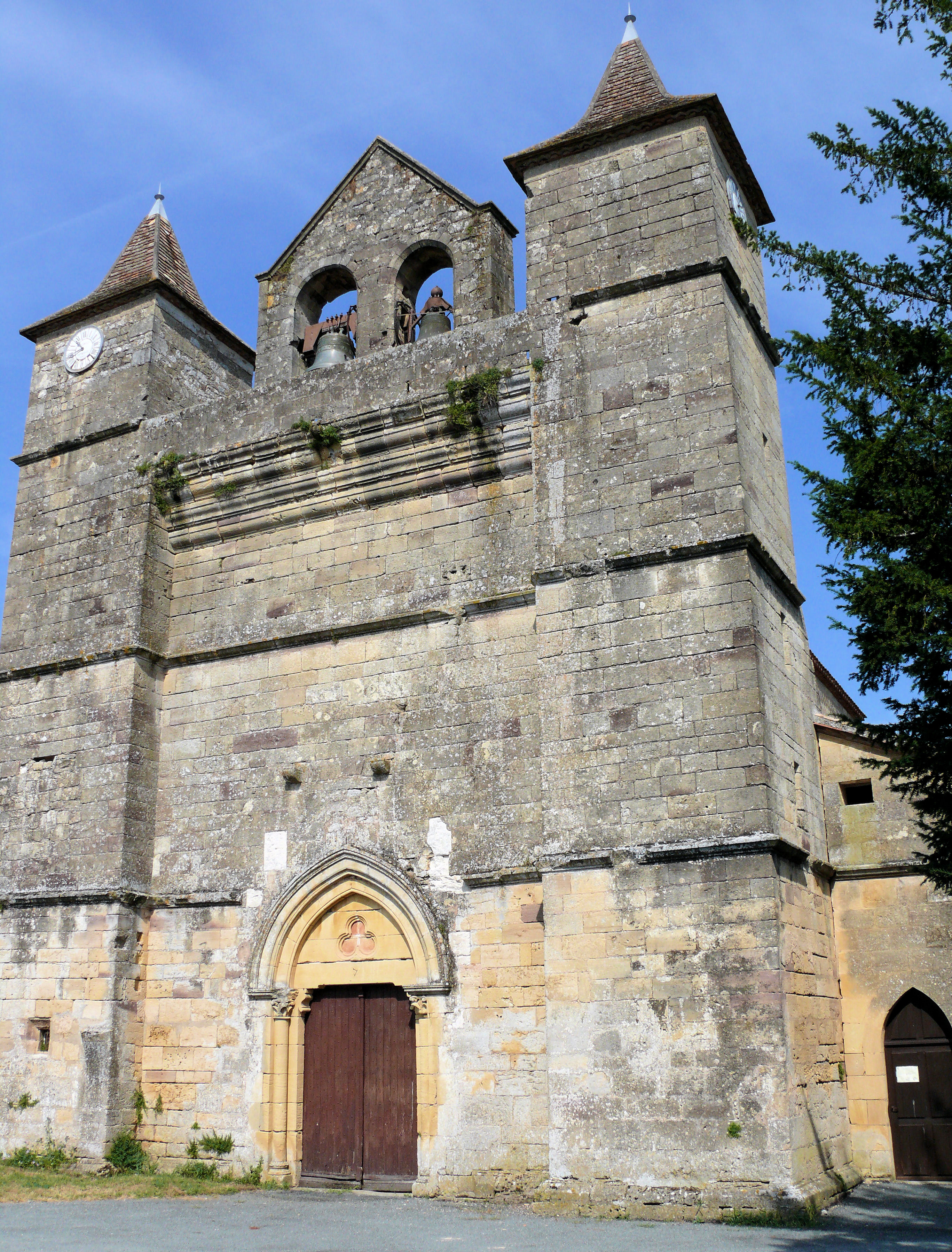
Pfarrkirche Saint-Martin – Westfassade
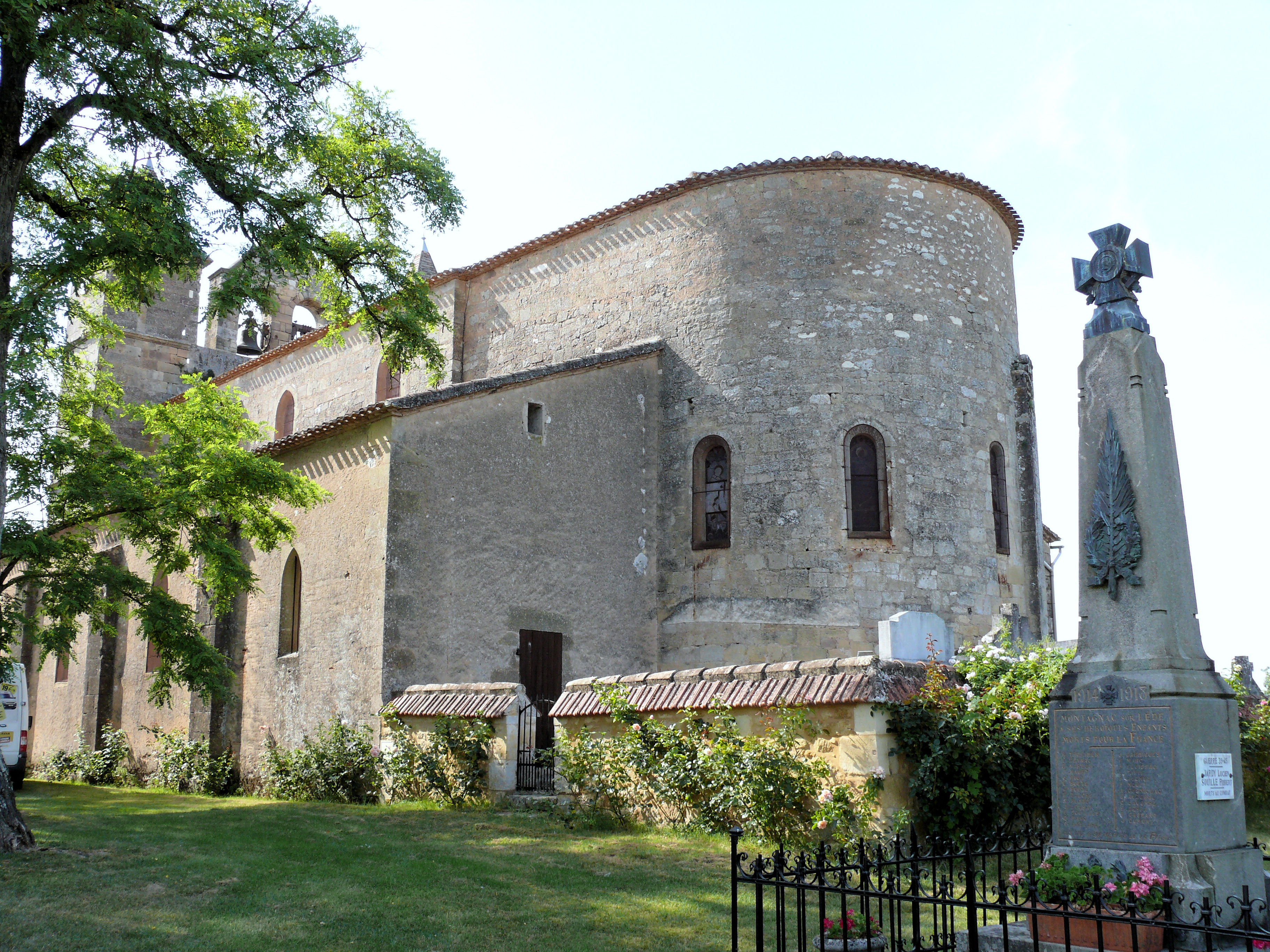
Apsis und Kriegerdenkmal

### Mühle Le Cros
Sie wurde im Jahre 1644 in einer Schrift erwähnt, die die Dankbarkeit eines Bauern des Dorfes gegenüber Louis de Fumel ausdrückte, der ihm ein Stück Land überlassen hatte. Bis zum Ende des 18. Jahrhunderts besaß der Betrieb eine Ölmühle und ein Steinepaar zum Mahlen von Getreide. Im 18. Jahrhundert ließ der Adelige de Saint Paul ein Herrenhaus 150 Meter von der Mühle entfernt errichten. Nach dem Verschwinden des Seigneur von Paulhiac wurde die Familie Besitzer der Mühle. Im Jahr 1789 wurde die Familie de Saint Paul von aufständischen Bauern vertrieben. Im Jahr 1833 hatten die Bewohner des Herrenhauses nicht mehr die Mittel, die Mühle zu unterhalten und gaben ihren Besitz an die Garrigous, eine alte Müllersfamilie, ab. Gegen 1850 wurde eine Bäckerei dem Betrieb hinzugefügt, nachdem ein Bäcker in die Familie eingeheiratet hatte. 1893 kam es zu einem großen Brand. 1913 wurde eine moderne Getreidemühle installiert, die mechanische Mühle wurde außer Betrieb gesetzt. 1960 wurde die Verarbeitung von Getreide eingestellt, die Bäckerei aber weiter betrieben. Der Backofen wurde modernisiert. Eine Diversifizierung war am Ende der 1980er Jahre vonnöten, als die Landbevölkerung alterte und die Zahl der landwirtschaftlichen Betriebe sank. Im Jahr 1989 wurde die alte Wassermühle reaktiviert. im Jahr 2006 ging der Bäcker in Rente, seither wird die Mühle als Museumsbäckerei weiter betrieben.

## Wirtschaft und Infrastruktur
Die Landwirtschaft ist der wichtigste Wirtschaftsfaktor der Gemeinde. Die Gemeinde versucht außerdem, den Tourismus auszubauen.

### Bildung
Die Gemeinde verfügt über eine öffentliche Grundschule mit 27 Schülerinnen und Schülern im Schuljahr 2018/2019.

### Verkehr
Montagnac-sur-Lède ist erreichbar über die Routes départementales 150, 221 und 417.